# Брихейніог
Брихе́йніог (валл. Brycheiniog, вимова [brəˈχəi̯njɔɡ]) — невелике раннє середньовічне королівство на південному сході Уельсу, яким володіла династія ірландських поселенців. Брихейніог був заснований у 5 столітті і проіснував до XI, коли потрапив під владу норманських лордів Валлійської марки.
Королівство Брихейніог було сформовано на основі древнього королівства Гарт-Мадрін (ймовірно, з центром в Талгарті), коли Бріхан, син ірландського правителя на ім'я Анлах ап Кормак, одружився з Мархелою, спадкоємицею трону Гарт-Мадрін. Згідно з агіографічною традицією (не тільки валлійською, але також корнською і бретонською), у Бріхана (пізніше канонізованого) і Мархел було безліч дітей, більшість з яких також шанувалися як святі.
Бріхана передав трон своєму онукові Райну ап Кіногу, який заснував династію королів Брихейніогу. В середині VII століття шляхом династичного шлюбу Брихейніог на три покоління був об'єднаний з Діведом, однак в середині VIII століття знову став незалежним, хоча не обійшлося без суперечок про престолонаслідування. Близько 760 року бритти Брихейніогу в союзі з правителями Повіса і Гвента завдали поразки в битві при Херефорді, армії Мерсії і Вессекса.
У 880-х роках Елісед ап Теудр визнав владу англосаксонського короля Альфреда, а його нащадок Гріфід розділив королівство на три кантрева — ЕйніонТалгарт, Теудр і Селів, які підпали під владу нормандських лордів.
Ймовірно, що Маредід ап Оуайн король Дехейбарта свого часу контролював частину території Брихейніогу.
Назва Брихейніогу зберігається в назві традиційного графства Брекнокшир, а також національного парку Брекон-Біконз (Брекон — англійська передача імені Бріхана).

## Правителі королівства Бріхейніог
- Бріхан ап Анлах (450—490)
- Райн ап Кіног (490—510), його батько Кіног ап Бріхан
- Рігенеу ап Райн (510—540)
- Лліварх ап Рігенеу (540—580)
- Ідваллон ап Лліварх (580—620)
- Ріваллон ап Ідваллон (620—650)
- Елісед ап Ісгорд (650—655)
- Бріхейніог об'єднаний з Діведом (655—720)
- Ауст ап Кадуган (720—735)
- Елвістл ап Ауст (735)
- Теудр ап Райн (з 735) онук Кадугана ап Катена
- Ноуї ап Мадог (760—770)
- Гріфід ап Ноуї (770—805)
- Теудр ап Гріфід (805—840)
- Елісед ап Теудр (840—885)
- Теудр ап Елісед (885 — бл. 890)
- Гріфід ап Елісед (бл. 890 — 900)
- Теудр ап Гріфід (900—934)
- Гвалог ап Теудріг (934—)
- Елісед ап Гвалог
- Гріфід ап Елісед (—1045)
- Королівство поділене на кантреви Селів, Теудос і Ейніон